# Larry (iel)
Pour les articles homonymes, voir Larry.
Pour plus de détails, voir Fiche technique et Distribution.
Larry (iel) est un film documentaire québécois réalisé par Catherine Legault, sorti en 2025.

## Synopsis
Le documentaire dresse un portrait de Laurence Philomène, photographe trans non-binaire.

## Fiche technique
- Titre : Larry (iel)
- Titre anglais ou international : LARRY (they/them)
- Réalisation : Catherine Legault
- Direction photo : Claire Sanford, Samuel Trudelle, Catherine Legault
- Montage : Catherine Legault
- Conception sonore : Mélanie Gauthier
- Mixage sonore : Bruno Bélanger
- Musique : Eric Shaw, Scout The Wise
- Production : Isabelle Phaneuf-Cyr, Rémy Huberdeau, Catherine Legault
- Distribution : Les Films du 3 Mars[3]
- Pays d'origine : Canada (Québec)
- Langue originale : Anglais, Français
- Genre : documentaire
- Durée : 103 minutes
- Date de sortie :
  - Québec : 4 avril 2025[4]

## Distribution
- Laurence Philomène: elle-même